# Pierre-François Aleil
Pierre-François Aleil né le 21 mai 1927 à Clermont-Ferrand et mort le 29 novembre 2013 dans la même ville, est un historien, spécialiste d'art populaire auvergnat.

## Biographie
Après des études d'histoire, d'histoire de l'art et de philosophie, il devient professeur d’histoire et de géographie, il exerce successivement à Aubusson, Riom et Clermont-Ferrand jusqu'à sa retraite en 1988. Il est aussi administrateur de la fondation Onslow-de Pierre, conservateur honoraire des Antiquités et Objets d’Art du Puy-de-Dôme, conservateur régional des monuments historiques, membre de l'Académie des Sciences, Belles Lettres et Arts de Clermont-Ferrand (président de 1993-1996).
Collectionneur d'art populaire auvergnat, il meurt à Clermont-Ferrand en 2013.
Il a écrit de nombreux ouvrages et publications concernant l'histoire et les arts populaires du Massif central.

## Publications (sélection)
- La France de nos grands-parents. Sélection du Reader's digest, 2006, 352 p.
- Auvergne. C. Bonneton, 2005, 319 p.
- Saint Verny, patron des vignerons en Auvergne. La Française d'édition et d'imprimerie, 1982, 230 p.
- A. J. Donzet, Pierre-François Aleil, Carl de Nys, Le château d'Aulteribe. Caisse nationale des monuments historiques.
- La région Auvergne-Limousin. Hatier, 1980, 32 p.
- L'Auvergne, le Velay et le Bourbonnais : 20 circuits touristiques. SAEP, 1985, 96 p.
- Puy-de-Dôme. C. Bonneton, 1996, 319 p.
- Pierre-François Aleil, Henri Biscarrat, Voyage à travers le Puy de Dôme. A.E.P., 1975, 101 p.
- André-Georges Manry, Pierre-François Aleil, Histoire des communes du Puy-de-Dôme, volume 1. Éditions Horvath, 1987, 535 p.
- André-Georges Manry, Pierre-François Aleil, Histoire des communes de Puy-de-Dôme : arrondissement d'Issoire. Éditions Horvath, 1988, 354 p.
- Pierre-François Aleil, Louis Saugues, Clermont-Ferrand, Alan Sutton, 128 p.
- « Les Grands Christs de la Haute-Auvergne », Revue de la Haute-Auvergne, 1963.
- Introduction aux civilisations traditionnelles de l'Auvergne, Clermont-Ferrand, CRDP, 1973, 113 p.
- « Le refuge de Clermont, 1666-1792 », Bulletin historique et scientifique de l'Auvergne, 1973, p. 13-69
- « Le refuge de Riom» Bulletin historique et scientifique de l'Auvergne
- Bernard Craplet, Pierre-François Aleil, Les cloches du Puy-de-Dôme, Clermont-Ferrand, Mémoires de l'Académie des sciences, belles-lettres et arts de Clermont-Ferrand, t. LV, 1995, 558 p.
- Pierre-François Aleil, Pierre Boivin, Martin de Framond... [et al.], Haute-Loire, Paris, Bonneton, 2001, 319 p.
- « Contribution à l'étude de la population d'Aubusson au XVIIIe siècle », MSSNAC, t. 32 (1956), p. 532-536.
- « Contribution à l'étude de la population d'Aubusson au XIXe siècle », MSSNAC, t. 33 (1958), p. 341-350.
- Pierre-François Aleil, Pierre Sabatier, Le musée de Riom. Clermont-Ferrand, Centre régional de recherche et de documentation pédagogiques, 1973.
- Projet d’utilisation des eaux du lac du Bouchet sous Louis XIV : in Cahiers de la Haute-Loire 1990, Le Puy-en-Velay, Cahiers de la Haute-Loire, 1990
- Destruction et reconstruction d’une église rurale à la fin du XIXe siècle : l’exemple de Cayres : in Cahiers de la Haute-Loire 1999, Le Puy-en-Velay, Cahiers de la Haute-Loire, 1999